# Estación Antonio Carboni
Antonio Carboni es una estación ferroviaria ubicada en la localidad del mismo nombre, partido de Lobos, Provincia de Buenos Aires, Argentina.
Pertenece al Ferrocarril General Roca de la Red ferroviaria argentina, en el ramal que une la estación Empalme Lobos y Carhué.

## Servicios
No presta servicios de pasajeros desde el 30 de junio de 2016 debido a la suspensión de todos los servicios de la empresa Ferrobaires.
Se está proyectando la restitución de un servicio local con una formación de la empresa TecnoTren para una futura llegada a la localidad de 25 de Mayo. 
El nuevo recorrido sería desde la Estación Empalme Lobos hasta la Estación 25 de Mayo haciendo parada en Antonio Carboni, Elvira, Ernestina, Pedernales, Norberto de la Riestra y Martín Berraondo.

## Ubicación
Está ubicada en la localidad de Antonio Carboni, a la vera de la Ruta Provincial 40, a 18 km del tramo de la Ruta Provincial 41 que une las localidades de Navarro y Lobos y a 17 km del tramo de la Ruta Nacional 205 que une las localidades de Lobos y Saladillo. La misma se ubica a 123 kilómetros de la estación Constitución.